# Alexander Caroc
Alexander Caroc, född 1643 i Lassan, död 1711, var en ämbetsman i Svenska Pommern. Han var far till Georg Adolf Caroc.
Caroc var prästson från Lassan i Vorpommern. Han blev efter vidsträckta studieresor vid flera universitet 1674 extraordinarie och 1678 ordinarie professor i juridik vid Greifswalds universitet och erhöll även ett assessorat vid hovrätten i Greifswald och landsyndicusämbetet. Som författare utgav han ett antal mindre juridiska skrifter. Vid universitetet ansåg man att hans position som syndicus tog för mycket tid från hans lärartjänst och 1704 tvingades han avstå sin lärarbefattning vid universitetet. Han ansågs verksamt ha bistått den pommerska adelns försök att motverka godsindragningen under Karl XI:s reduktioner.